# 希爾斯 (新澤西州)
希爾斯（英語：The Hills）是位於美國新澤西州薩默塞特縣的普查規定居民點。

## 人口
根據2020年美國人口普查的數據，希爾斯的面積為7.36平方千米，當中陸地面積為7.34平方千米，而水域面積為0.01平方千米。當地共有人口11410人，而人口密度為每平方千米1,550.27人。